# GAMESS (UK)
General Atomic and Molecular Electronic Structure System (GAMESS-UK) は、計算化学のための計算プログラムである。オリジナルコードは1981年にGAMESS-UKとGAMESS (US)に分かれ、現在はかなり異なっている。UKバージョンの初期の開発の多くはそれ以前のATMOLプログラムから来ている。ATMOLはGAMESSとは異なり、幾何構造最適化のための解析的勾配を欠いていた。
GAMESS-UKはハートリー＝フォック法、メラー＝プレセット法（MP2およびMP3）、結合クラスター法（CCSDおよびCCSD(T)）、密度汎関数法（DFT）、配置間相互作用法（CI）、その他の進んだ電子構造手法を含む多くの一般的な計算化学計算を実行することができる。原子価結合波動関数の計算もJ. H. van LentheによるTURTLEコードによって可能である。